# Dufourea timberlakei
Dufourea timberlakei là một loài Hymenoptera trong họ Halictidae. Loài này được Bohart mô tả khoa học năm 1947.